# エジプトの映画
エジプトの映画（エジプトのえいが、アラビア語:السينما المصرية）ではエジプトで製作された映画の歴史について概観する。エジプトは中東・北アフリカ地域における最大の映画製作国のひとつで、この地域で幅広い層に人気をもつ有力スターを輩出しつづけている。

## 歴史

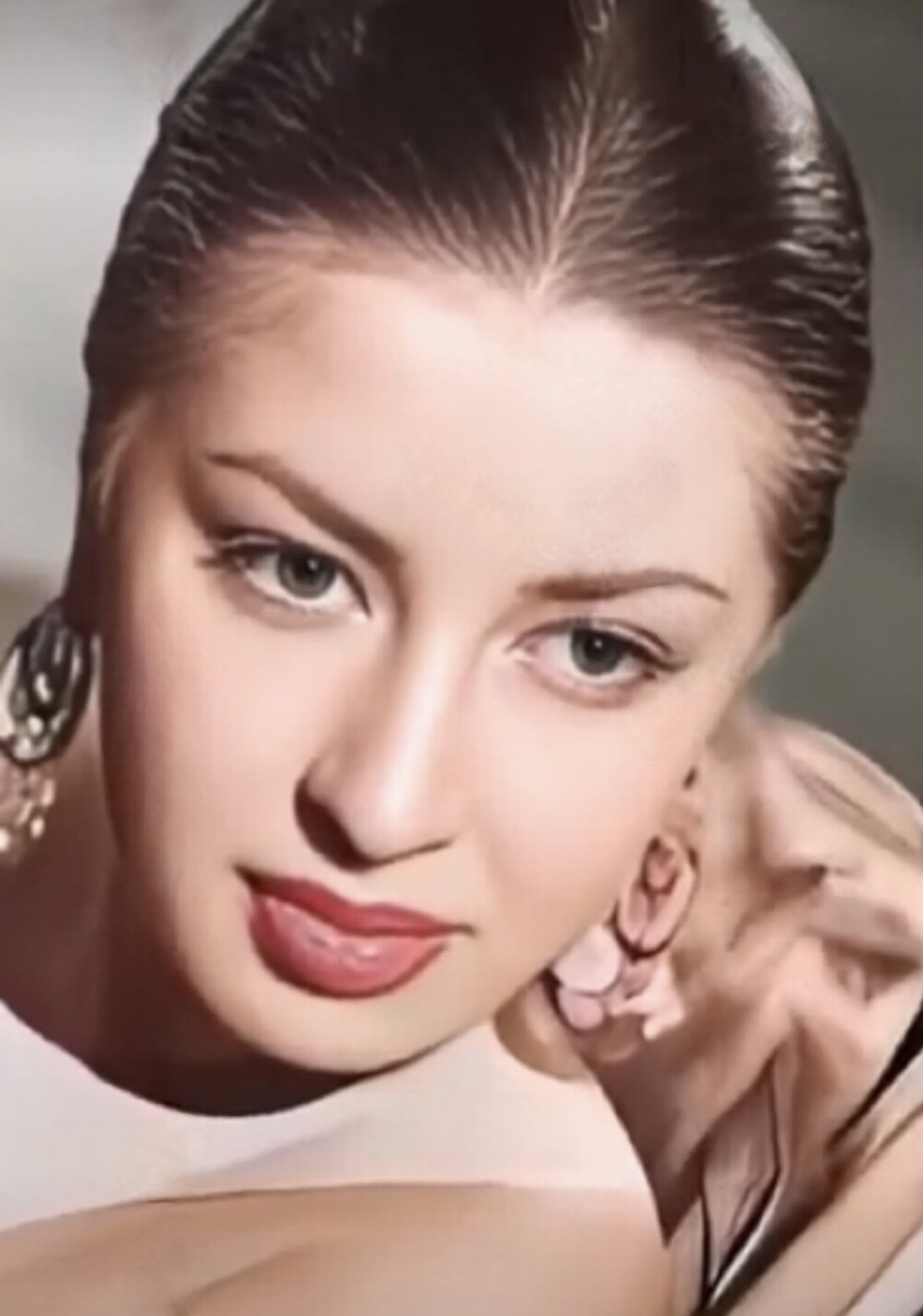
1940年代、主にミュージカル映画で活躍したエジプトの女優カメリア（1949年）。「エジプトのマリリン・モンロー」と呼ばれ中東地域で人気を集めたが、30歳のとき航空事故で急逝した。

### 前史
パリでリュミエール兄弟が映画史上最初の一般上映を行った翌年、1896年11月5日にリュミエールの「シネマトグラフ」上映会がアレクサンドリアで開催された。これがエジプト最初の映画上映で、観客はほとんどがヨーロッパ人の居留民だった。エジプト最初の映画撮影はここからかなり遅れ、1912年にフランス人技師によってアレクサンドリアの風景が撮影されたのが最初とされている。
エジプト人の手で作られた映画は1922年の短編『公務員〈未〉』が最初の例とされるが、その後、エジプトでの映画製作は長期にわたって停滞し、1926年から1932年の間に製作された長編映画は、『ゼイナブ〈未〉』（モハメド・カーン監督、1930年）など13本しかないと言われる。

### 中東最大の映画製作国へ
しかし欧米から輸入された作品によって映画鑑賞の習慣が広く定着するようになると、ミスル銀行（英語版）の手厚い支援のもと1935年に設立されたミスル・スタジオなどによって独自の作品製作が試みられ、以後、中東・アフリカ地域において最大の映画製作国・スター俳優の重要な輸出国のひとつへと変貌を遂げる。
1945年頃の段階でエジプトは年間25本の長篇映画を製作しており、第二次大戦後にはこれが年間50本の製作へと急伸、カイロは「ナイル川のハリウッド」とも呼ばれるまでになった。このころ作られていたのは大半がミュージカルかコメディ、通俗的なメロドラマだったが、1950年にナセルによるエジプト革命後、よりリアリズムを志向する作品が作られるようになった。
この動向では、『ヒル〈未〉』(1956)のサラ・アブサイフ (Salah Abouseif)や、『渓谷の闘い〈未〉』(1956)のユーセフ・シャヒーン、『愚者の小路〈未〉』(1955)のタウフィーク・サーレフなどが重要作家とみなされている。彼らは50年代に重要作品を数多く手がけているが、とくにシャヒーンは個人的な日常生活を深く掘り下げる手法で世界的に注目を集め、『アレクサンドリア WHY？』(1978)が第29回ベルリン国際映画祭で銀熊賞を受賞して、エジプトを代表する作家とみなされるようになった。

### 政府関与の強化

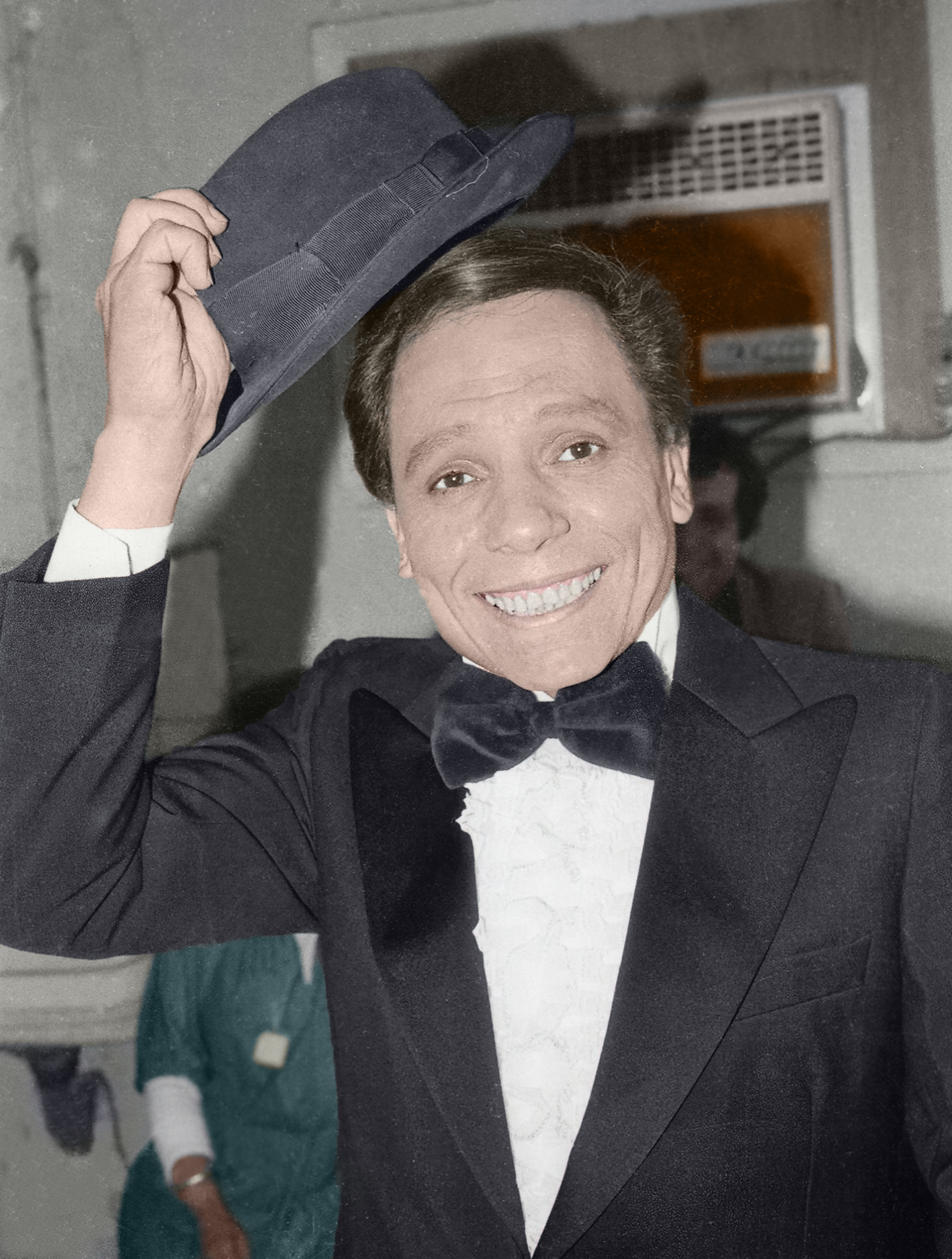
コメディアン出身のアーデル・イマーム。中東からアフリカまで広い範囲で絶大な集客力をもつとされ、現在もエジプトを代表するスターの一人。エジプトは中東地域においてこうした人気スターの重要な輸出国ともなっている。

1961年からエジプト映画は事実上の国有化がすすみ、芸術性の強い作品も安定的に作られるようになった一方で、政府による介入も批判されるようになった。シャヒーンは批判派の一人で、最終的に自由な仕事環境をもとめてレバノンへ移住している。
しかし1970年にサダト大統領が政権につくと、そうした政府の保護はしだいに削減され、エジプト映画は主にアメリカ映画との直接の競争にさらされることになった。同時に政府による検閲も強化され宗教・性・政治などのテーマがとくにターゲットとなった。
エジプト映画は、この二つの要因を背景として、一気に娯楽的な商業性の強いジャンルへと回帰する。中でもミュージカル映画は人気を博し、メロドラマの中にエジプトの伝統音楽と西洋音楽をミックスしたシェリフ・アラファ監督『沈黙〈未〉』（1991）はとりわけ大きな興行的成功を収めている。

### アラブの春へ
現在でもエジプトはアラブ・シネマの中心的存在でありつづけているが、2000年以降、政治・社会の動揺によって製作本数は増減を繰り返している。2009 - 2011年の間、国内の製作本数は年22 - 33本だったが、2011年1月の革命後、映画製作は一時ほぼ完全にストップした。その後ふたたび増加し、2012 - 2013年には62本、2020年頃には30本前後で推移している。
2010年代以降はインディペンデント作家が注目を集めるようになり、『18日間』（2011）、『不満の冬〈未〉』（2012）、『ナワラ〈未〉』（2015）などは、2011年初頭から中東・北アフリカ地域で本格化した民主化運動「アラブの春」を題材として描いている。また国際共同製作も一般化しつつあり、イギリスやドイツ、サウジアラビアなどから出資を受けたタミル・エル・サイードの『都市の最後の日々〈未〉』(2016)は、とくに国際的に成功した作品とみなされている。

### 作品・監督名対照一覧
| 公開年 | 邦題                   | 監督名             | 原題                                                |
| ------ | ---------------------- | ------------------ | --------------------------------------------------- |
| 1922   | 公務員〈未〉           | Mohamed Bayoumi    | The Civil Servant (Al bash kateb)                   |
| 1930   | ゼイナブ〈未〉         | Mohamed Khan       | Zeinab                                              |
| 1956   | ヒル〈未〉             | Salah Abouseif     | The Leech (Shabab emraa)                            |
| 1955   | 渓谷の闘い〈未〉       | Youssef Chahine    | Struggle in the Valley (‘Sira’ fil-wadi)            |
| 1955   | 愚者の小路〈未〉       | Tewfik Saleh       | Fools’ Alley (Darb al- mahabil)                     |
| 1978   | アレクサンドリア WHY？ | Youssef Chahine    | Alexandria Why? ( Iskandariyya Lih?)                |
| 1991   | 沈黙〈未〉             | Sherif Arafa       | Silence (Sama Huss)                                 |
| 2011   | 18日間〈未〉           | Ibrahim el Batout, | 18 Days (Tamantashar Yom)                           |
| 2012   | 不満の冬〈未〉         | Ibrahim el Batout, | Winter of Discontent (El sheita elli fat)           |
| 2015   | ナワラ〈未〉           | Hala Khalil        | Nawara                                              |
| 2016   | 都市の最後の日々〈未〉 | Tamer El Said      | In the Last Days of the City (Akher ayam el madina) |

## 関連文献
- Dickinson, K. Arab Cinema Travels: Transnational Syria, Palestine, Dubai and Beyond (2016). Gugler, Josef (ed.), Ten Arab Filmmakers: Political Dissent and Social Critique (2015).
- Elsaket, Ifdal, ‘The Star of the East: Umm Kulthum and Egyptian Cinema’, in Andrea Bandhauer and Michelle Royer (eds.), Stars in World Cinema: Screen Icons and Star Systems across Cultures 36–50 (2015).
- Naficy, Hamid. An Accented Cinema: Exilic and Diasporic Filmmaking (2001).
- Shafik, Viola. Popular Egyptian Cinema: Gender, Class and Nation (2007).
- —— ‘Egypt: Cinema and Society’, in Kenneth W. Harrow (ed.), African Filmmaking: Five Formations 117–74 (2017).
- Shafik, Viola. Arab Cinema: History and Cultural Identity (2016).